# Juan Andrés Ricci

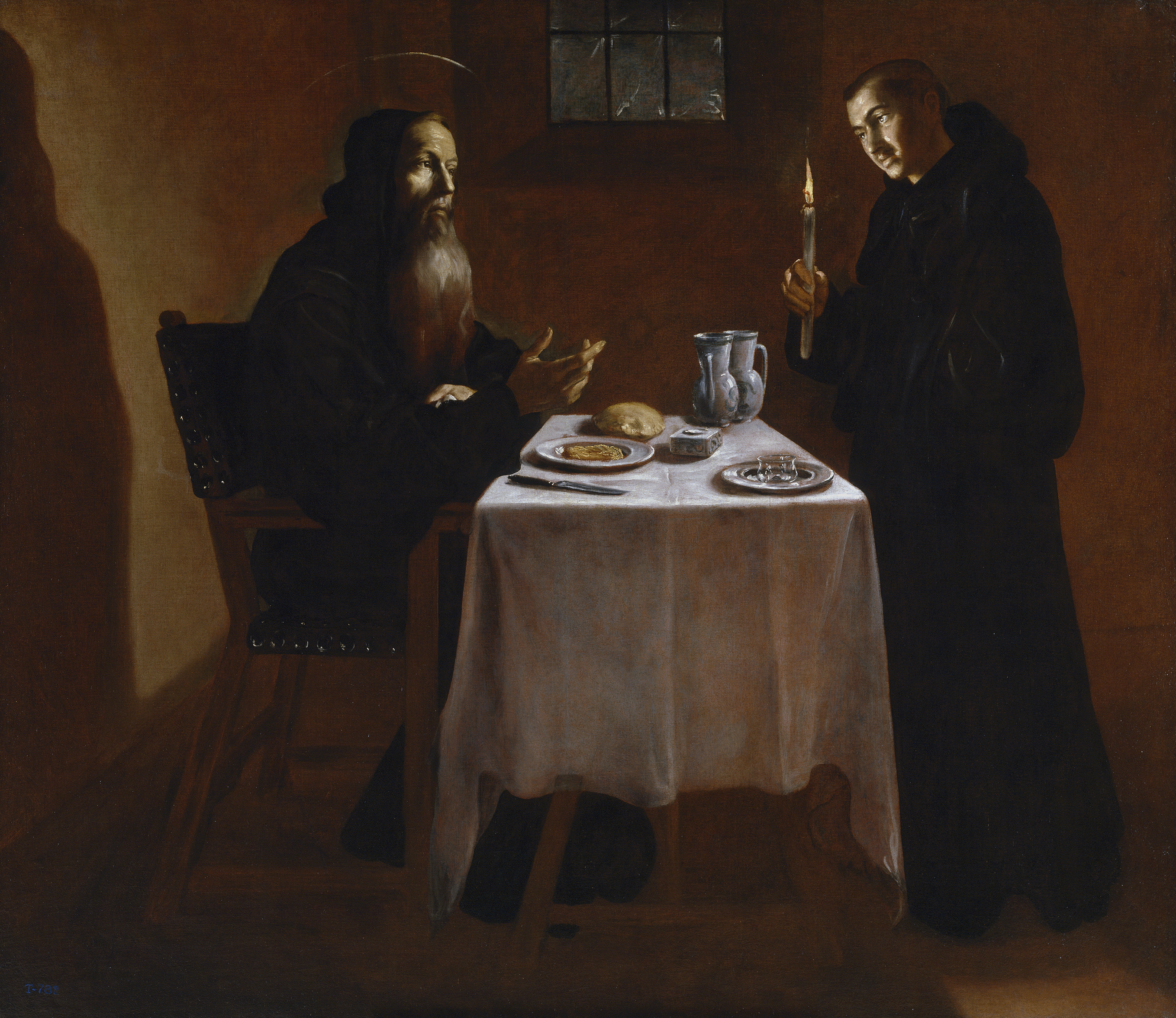
La cena de San Benito, óleo sobre lienzo, 185 x 216 cm, Madrid, Museo del Prado. La iluminación de la escena, con luz artificial, evidencia el apego de Rizi por las fórmulas tenebristas que siguió cultivando en fechas avanzadas.

Fray Juan Andrés Ricci de Guevara, conocido como fray Juan Rizi (Madrid, 1600-Montecassino, 1681), fue un monje benedictino, pintor, arquitecto y tratadista barroco español. Formado en las primeras décadas del siglo XVII, su estilo es el propio del tenebrismo naturalista. Su pintura, que evolucionará poco con el paso del tiempo, se distingue por la intensidad de sus claroscuros, trabajados con pincelada ligera, y por la gama de colores oscuros con predominio de los pardos y del negro —color del hábito benedictino— solo ocasionalmente realzados por los rojos, mal conservados estos debido, según Antonio Ponz, a su costumbre de dejar los cuadros «de primera mano». Como pintor erudito y con formación teológica, Rizi se mantuvo siempre atento a los mensajes teológicos y conceptuales de los contenidos de su pintura, lo que le llevaría a inventar o adoptar fórmulas iconográficas nuevas o poco usadas, en especial tratando de destacar el papel de María como mediadora.
Aunque el grueso de su producción está constituido por pinturas monásticas y series de asunto religioso, principalmente relacionadas con santos de la orden benedictina, fue también un estimable retratista, apreciándose en este orden la influencia de Velázquez, como se pone de manifiesto en el atribuido retrato de Don Tiburcio de Redín y Cruzat del Museo del Prado o en el de Fray Alonso de San Vítores del Museo de Burgos, compuesto con una exquisita gama de colores tostados y cálidos.
Autor de escritos sobre materias teológicas y artísticas, Rizi cultivó también la arquitectura, teorizando sobre el orden salomónico entero o completo, y es posible que practicase la escultura, al menos ocasionalmente, a juzgar por una noticia documental relativa a la terminación de un Santo Cristo de talla para el hospital de San Juan de Burgos.

## Biografía y obra
Su padre, Antonio Ricci, natural de Ancona, llegó a España en 1585 para trabajar en la decoración del Monasterio de El Escorial bajo las órdenes de Federico Zuccaro. Despedido el maestro pocos meses más tarde, Antonio decidió permanecer en España, donde contrajo matrimonio en 1588 en la iglesia de San Ginés de Madrid con Gabriela de Guevara, o de Chaves, huérfana de Gabriel de Chaves, dorador de la corte. Instalado en Madrid, abrió taller de pintura dedicado a la confección de retablos, la imitación de obras de los Bassano y los retratos, en lo que demostró especial habilidad, llegando a ser retratista de Felipe IV aún príncipe. En Madrid nacerían sus once hijos, bautizados todos en la parroquia de San Sebastián; Juan, el cuarto, bautizado el 28 de diciembre de 1600, y el menor, Francisco, quien también sería pintor, el 9 de abril de 1614.

### Formación y primeros años de actividad artística
Juan probablemente inició su aprendizaje como pintor con su padre, aunque Antonio Palomino afirma que se formó en el taller de Juan Bautista Maíno, lo que en opinión de Pérez Sánchez desmiente su obra, de un tenebrismo estricto aplicado con pincelada ligera que, en ocasiones, parece dejar las obras inacabadas. Problemática es también su formación cultural en el sentido más amplio, incluyendo el aprendizaje del latín, requisito necesario para ingresar en la orden benedictina. La relación con el círculo de intelectuales italianos residentes en la corte, con los que su padre, promotor en 1606 de la Academia de San Lucas de Madrid junto con Vicente Carducho, mantenía el contacto, pudo servir de acicate para su temprana vocación intelectual. Algunos de los postulados teóricos que expondrá en sus obras posteriores, como los argumentos teológicos para justificar el arte de la pintura, su carácter liberal o la primacía del dibujo como unificador de las artes, con sus subalternadas, la geometría y la anatomía, se encuentran de forma semejante en los programas académicos y en los escritos de Carducho.
En todo caso, la participación de Juan en la Academia de pintores que se reunía en el convento madrileño de Nuestra Señora de la Victoria, está acreditada por un incidente ocurrido en 1622 que pudo suponer el fin de la propia Academia. En ese año algunos pintores revocaron los poderes que anteriormente habían otorgado a Vicente Carducho, Eugenio Cajés, Bartolomé González, Santiago Morán y otros para la celebración de dichas reuniones. Entre quienes derogaban el consentimiento, todos ellos «maestros de la pintura residentes en esta Corte», con Pompeyo Leoni (hijo), Juan de la Corte o Pedro Núñez del Valle, firmaba «Juan Andrés Rizi», quien aparece de este modo ya como pintor independiente en la primera noticia documental que de él se tiene tras la partida de bautismo.
Nada se sabe de sus primeros años de vida excepto que con dieciséis, dando ya muestras de su piedad, escribió un pequeño tratado sobre la Concepción de María que envió al papa Pablo V, según referirá él mismo años más tarde. En 1622, como se ha dicho, trabajaba ya en Madrid como pintor independiente. Palomino alude a dos trabajos hechos «antes de entrar en Religión», ambos perdidos, para los conventos de los trinitarios y de los mercedarios calzados de Madrid. Se conoce, en efecto, el contrato para las obras de este último convento, firmado con el sacristán mayor Diego del Peso el nueve de enero de 1625, diciéndose en él mayor de veinticinco años pero sujeto aún a licencia paterna. Por dicho contrato Rizi se comprometía a pintar para la sacristía cuatro lienzos con la historia de la pasión de Cristo «y otros sanctos», así como decorar con grutescos los «blancos de la pared» hasta la cornisa de la bóveda conforme a las trazas presentadas previamente.

### Monje benedictino en Montserrat. Estudios en Irache y Salamanca

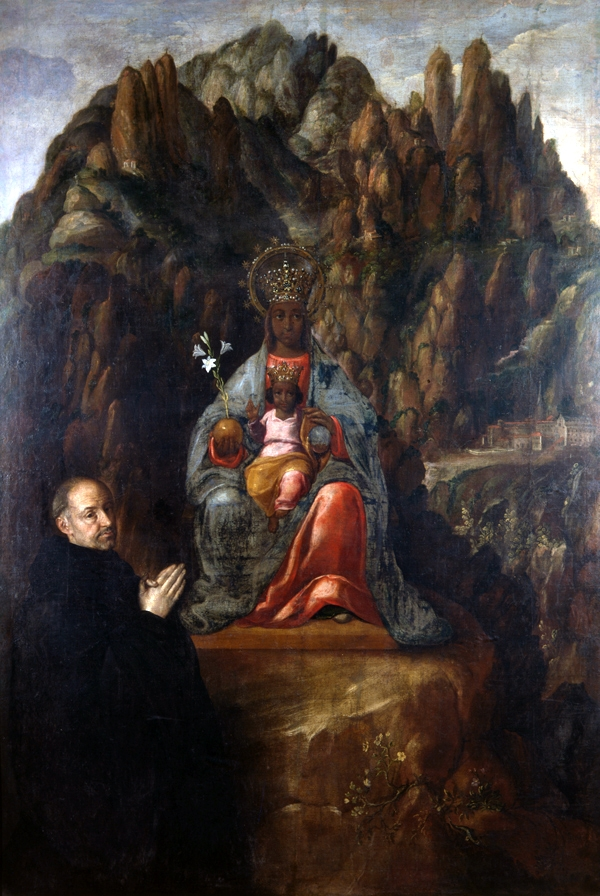
La Virgen de Montserrat, hacia 1645, óleo sobre lienzo, 264 x 167,5 cm, Barnard Castle, Durham, Bowes Museum.

El 7 de diciembre de 1627 ingresó en la elitista orden benedictina en el Monasterio de Montserrat, donde profesó un año después. Aun tratándose del más insigne monasterio catalán, Montserrat pertenecía a la Congregación castellana de San Benito el Real de Valladolid y, como Rizi, la mitad de sus integrantes procedían de Castilla, lo que originaba algunos conflictos. Superado el proceso selectivo establecido por la orden, que limitaba el número de monjes que cada monasterio podía enviar a seguir estudios universitarios, fue enviado a cursar los estudios de Filosofía en el Monasterio de Irache (Navarra), donde permaneció entre 1634 y 1637, año en que fue reclamado a Montserrat para realizar trabajos de pintura en la capilla de San Bernardo, decorada con grutescos como había hecho antes de partir hacia Irache en la capilla del Santísimo. Posteriormente marchó al Colegio de San Vicente en Salamanca, en cuya Universidad se matriculó por primera vez en el curso 1638-1639, permaneciendo allí hasta 1641. Antonio Palomino cuenta que al no tener el tercio de la pensión anual de 100 ducados necesario para ser aceptado en el colegio universitario, que solían ser sufragados por los monasterios de procedencia de los escolares, pintó un Crucifijo en dos días por el que le dieron más dinero del necesario para su admisión.
Durante su estancia en Salamanca, al tiempo que cursaba estudios de Teología, decoró con pinturas el claustro del colegio, destruido durante las guerras napoleónicas, y quizá acudiese a clases de anatomía y disección, siendo posible advertir sus conocimientos en estas materias en los dibujos anatómicos con que ilustró el Tratado de la pintura sabia, aun cuando la fuente principal de esos dibujos fuesen las estampas de los tratados de Andrea Vesalio y Juan Valverde de Hamusco.

### 1641. Maestro de dibujo del príncipe Baltasar Carlos
En 1641, tras la llegada a Madrid de los monjes castellanos expulsados en febrero de Montserrat, él mismo se trasladó desde Salamanca a la corte a la que fue llamado por el conde-duque de Olivares para ser maestro del príncipe Baltasar Carlos. No le satisfizo el cargo, del que algunos años después diría en carta desde Roma a la duquesa de Béjar que

A mí me hacían mayor honra en no hacerme maestro de niños, aunque sean tan grandes.

Hombre de carácter apasionado y celoso defensor de las constituciones de su orden, pronto se vio privado de él, al oponerse, por contraria a esas constituciones, a la reelección acordada por el rey de fray Juan Manuel de Espinosa como abad del nuevo monasterio de Montserrat de Madrid, tras haberlo sido del catalán. El incidente determinó su inmediata salida de la corte hacia Silos, «donde —según escribió el monje años después— me vi gozoso fuera de palacio».
Durante esta breve etapa en la corte participó en la decoración del Salón de Comedias del viejo Alcázar con Francisco Camilo, Alonso Cano y Diego Polo, entre otros, y pudo realizar el atribuido retrato de Sir Arthur Hopton, embajador inglés en Madrid, conservado en el Meadows Museum de Dallas, de debatida autografía.

### 1642-1648. Santo Domingo de Silos. Primeras obras conservadas

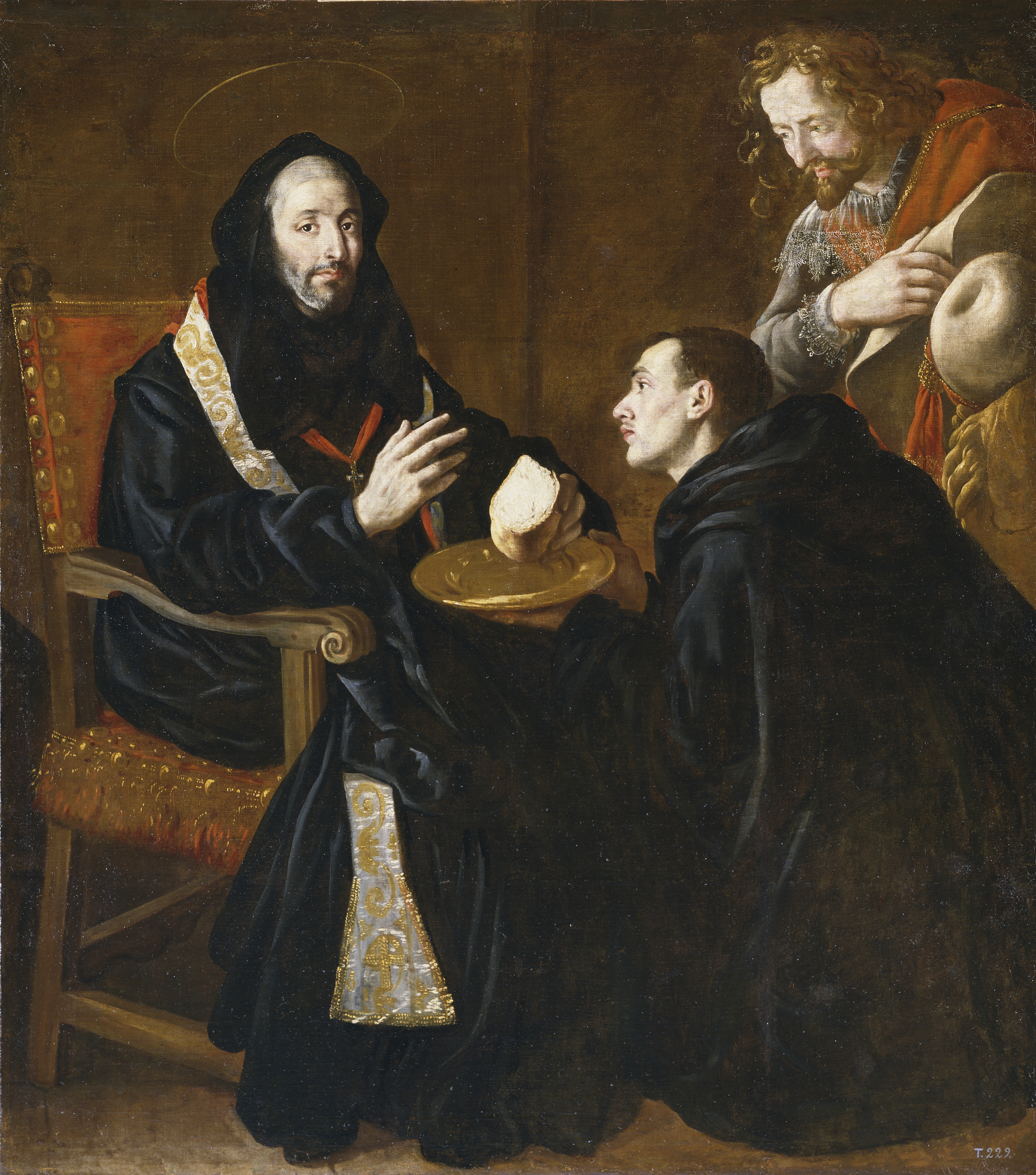
San Benito bendiciendo el pan, hacia 1645, óleo sobre lienzo (168 x 148 cm.) Madrid, Museo del Prado. Procedente de San Juan de Burgos es una de las primeras obras conservadas de Rizi, aunque hombre ya maduro, y de las más representativas de las constantes de su estilo.

La estancia en el Monasterio de Santo Domingo de Silos, en el que se le cita ya en febrero de 1642 con cargo de Padre Predicador y donde desempeñó sucesivamente los cargos de predicador, confesor y llamador, se vio frecuentemente interrumpida por continuos viajes, llamado desde otros monasterios de la orden y desde el obispado de Burgos para participar en trabajos decorativos. Pero la primera salida, en septiembre de 1642, se debe a un incidente con el médico del pueblo, con quien tuvo «algunas Causas y palabras». Fue por ello enviado, en tanto se apaciguase la situación, al priorato de San Frutos en Duratón, lugar áspero y apartado dependiente de Silos, al que volvió un año más tarde para una estancia de dos meses. En julio de 1643, si no antes, estaba de nuevo en Silos, encargado del expediente de limpieza de sangre de un novicio. Siendo abundante para estos años la documentación referida a su vida monástica, de su actividad artística no se tienen noticias hasta agosto de 1645, cuando fue llamado por el abad de San Juan de Burgos, Diego de Silva, para participar en una amplia remodelación decorativa del monasterio, en el que se encargó del retablo mayor y colaterales y de una serie de pinturas para el claustro y otras dependencias, primeras obras documentadas que se conservan. Será este, además, el punto de partida para una serie de desplazamientos a la capital burgalesa y quizá también a Pamplona y Madrid en los años inmediatos antes de que, en agosto de 1648, terminen las noticias referidas a fray Juan en el monasterio silense.
En Silos quedan dos pinturas de factura suelta e indudablemente autógrafas, aunque no firmadas ni documentadas, que hubo de realizar en estos años: La muerte de Santo Domingo de Silos, que ocupó el retablo de la capilla instalada en la celda del santo hasta el derrumbe de su bóveda en 1970, probablemente la primera obra conocida de mano de Rizi pues consta que entre 1642 y 1645 se renovó la llamada Celda del Paraíso, posiblemente con participación del propio Rizi en el diseño arquitectónico, y Santo Domingo liberando a los cautivos, conservada en la Sala Capitular y anteriormente en la puerta de la sacristía, obra inusual en la producción del pintor por tamaño y complejidad compositiva, dado el gran número de sus figuras. El estilo personal de Rizi, sus profundos contrastes de luz y sombra para delimitar los espacios celestial y terrenal, la idealización de los rostros de Cristo y de la Virgen en contraste con el tratamiento naturalista de los objetos, se encuentra ya plenamente formado en estas obras en las que, además, pudo autorretratarse en la figura del monje lector que dirige su mirada hacia el espectador como testigo de la visión milagrosa, de la que da fe, asociada por Rizi —al margen de los relatos hagiográficos— al momento mismo de la muerte de santo Domingo.

### Pinturas para San Juan de Burgos

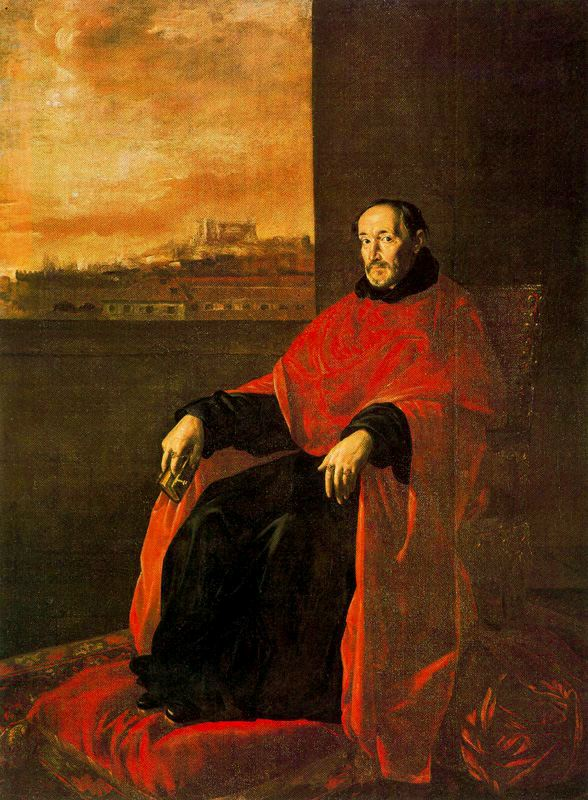
Fray Alonso de San Vítores, óleo sobre lienzo, 210 x 169 cm, Museo de Burgos.

En agosto de 1645 el abad de Silos Pedro de Liendo le autorizó a marchar al monasterio de San Juan de Burgos para pintar unos cuadros y allí regresó al año siguiente para terminar la escultura de un Crucificado para el hospital del monasterio. El encargo del abad Diego de Silva, que suponía una completa remodelación decorativa del monasterio, comprendió las pinturas del retablo mayor dedicado al Bautista (Bautismo de Jesús, Prisión de san Juan y Degollación de san Juan), los altares de la nave del templo, una serie de la vida de san Benito para el dormitorio grande y otra de santos benedictinos para el claustro. De toda esa amplia intervención, dispersos o destruidos muchos de sus cuadros tras los procesos desamortizadores del siglo XIX, aunque ya Antonio Ponz hablaba del mal estado de conservación de gran parte de ellos, únicamente cuatro se han conservado según el documentado estudio de David García López: el llamado San Benito y la copa de veneno de la iglesia de San Lesmes de Burgos, la Virgen de Montserrat con un monje del Bowes Museum de Barnard Castle (Durham), y dos pinturas del Museo del Prado, que originalmente estuvieron enfrentadas en sendos retablos colaterales: San Benito bendiciendo un pan y San Gregorio escribiendo, catalogada esta última en el museo como obra anónima.
A estos cuatro lienzos cabe agregar, aunque fue pintado años más tarde (hacia 1658), el retrato de Fray Alonso de San Vítores (Museo de Burgos), procedente de la biblioteca del mismo monasterio de San Juan en el que profesó quien luego sería obispo de Almería, de Orense y de Zamora y que, como general de la Congregación de Valladolid, se había ocupado de embellecer los monasterios de la orden y protegido a Rizi. El retrato, no exento de influencias velazqueñas en opinión de Angulo y Pérez Sánchez, está considerado unánimemente como una de las obras maestras de Rizi, en la que supo conjugar la tradición del retrato sedente con un inusualmente cálido sentido del color.

### San Millán de la Cogolla

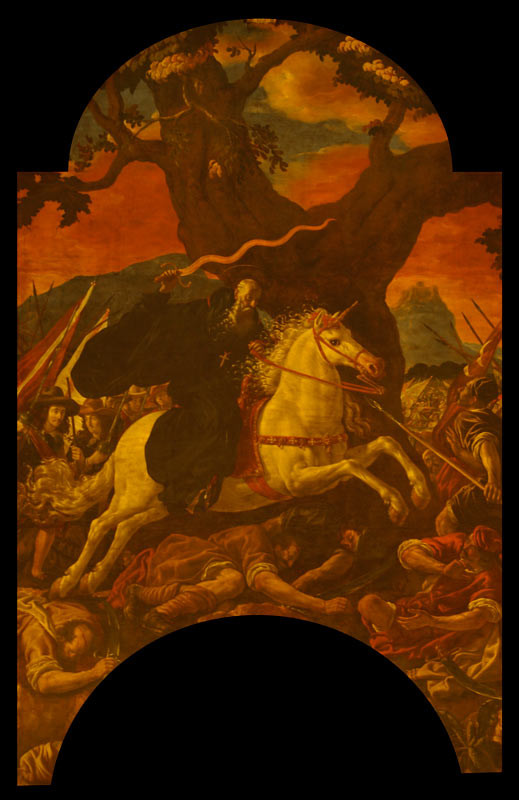
San Millán en la batalla de Simancas, tabla central del retablo mayor de la iglesia del Monasterio de San Millán de Yuso. El motivo representado, la legendaria intervención del santo en socorro del ejército castellano del conde Fernán González, recogía un hecho clave en la historia del cenobio, pues en él fundaban los monjes benedictinos los llamados Votos de san Millán.

No paró mucho tiempo en Silos a donde había vuelto en mayo de 1648. Antes de terminar el año marchó a Pamplona llamado por su obispo para atender asuntos relacionados con un hermano de los que poco más se sabe. Entre 1649 y 1652 debió de pasar unos meses en el Monasterio de San Pedro de Cardeña, donde pintó un cuadro no conservado del Cid a caballo por encargo de su abad Juan Agüero, trasladándose luego a Medina del Campo. Aquí, en el desaparecido monasterio de San Bartolomé, uno de los más modestos de la orden, dependiente de Sahagún y habitado por solo tres monjes, desempeñó el cargo de abad según refiere él mismo en el Tratado de la pintura sabia, donde incluyó el diseño de la portada de la iglesia, ejecutada en esos años conforme a las trazas posiblemente proporcionadas por él mismo.
No hay constancia documental de la estancia de Rizi en San Millán de la Cogolla, donde sin embargo se encuentra el más numeroso conjunto de sus obras conservado in situ, pero se sabe que en 1653 murió el pintor navarro Juan de Espinosa dejando sin terminar las pinturas del claustro alto de cuya conclusión se encargaría Rizi. Es posible que fuese llamado a pintar en el monasterio ese mismo año, pues fue también entonces cuando resultó elegido abad fray Ambrosio Gómez, bajo cuyo mandato, extendido hasta 1657, se llevaron a cabo las obras del retablo mayor, dorado entre 1654 y 1656.
La intervención de Rizi en el Monasterio de San Millán de Yuso, con las perdidas pinturas del claustro alto dedicadas a la vida de san Millán, se extendió a distintas dependencias pero se centró particularmente en la iglesia donde además de las pinturas del retablo mayor y sus colaterales se encargó de las pinturas de otros tres altares distribuidos por la nave. Como es lógico, las obras más ambiciosas se destinaron al altar mayor, presidido por sendos grandes lienzos de San Millán en la batalla de Simancas y de la Asunción de la Virgen, advocación del templo, acompañada en su elevación al cielo por su hijo en inusual iconografía, copiada en parte de una de las estampas de Wierix para las Evangelicae historiae imagines de Jerónimo Nadal.
El lienzo central, con san Millán entrando en batalla sobre un caballo (o quizá mejor sobre un unicornio) lanzado a galope tendido, aun contando con el posible precedente del desaparecido retrato del Cid que había pintado para San Pedro de Cardeña, se aleja de sus habituales motivos monásticos, de un carácter siempre mucho más estático. Pero sus carencias para crear un efecto verdaderamente dinámico se ven compensadas por su rico colorismo barroco de pincelada suelta y vibrante. El asunto representado, alguna vez interpretado como la intervención milagrosa de san Millán en la batalla de Hacinas, podría reflejar con mayor probabilidad la legendaria intervención del santo en la batalla de Simancas en socorro del ejército castellano del conde Fernán González. En ella los monjes de San Millán de la Cogolla fundaban los llamados Votos de san Millán, una falsificación documental de hacia 1143 según la cual el conde Fernán González habría otorgado al monasterio el cobro de determinados derechos sobre algunas localidades castellanas en agradecimiento a la milagrosa intervención del santo, derechos en los que se asentaba la supervivencia económica del monasterio.

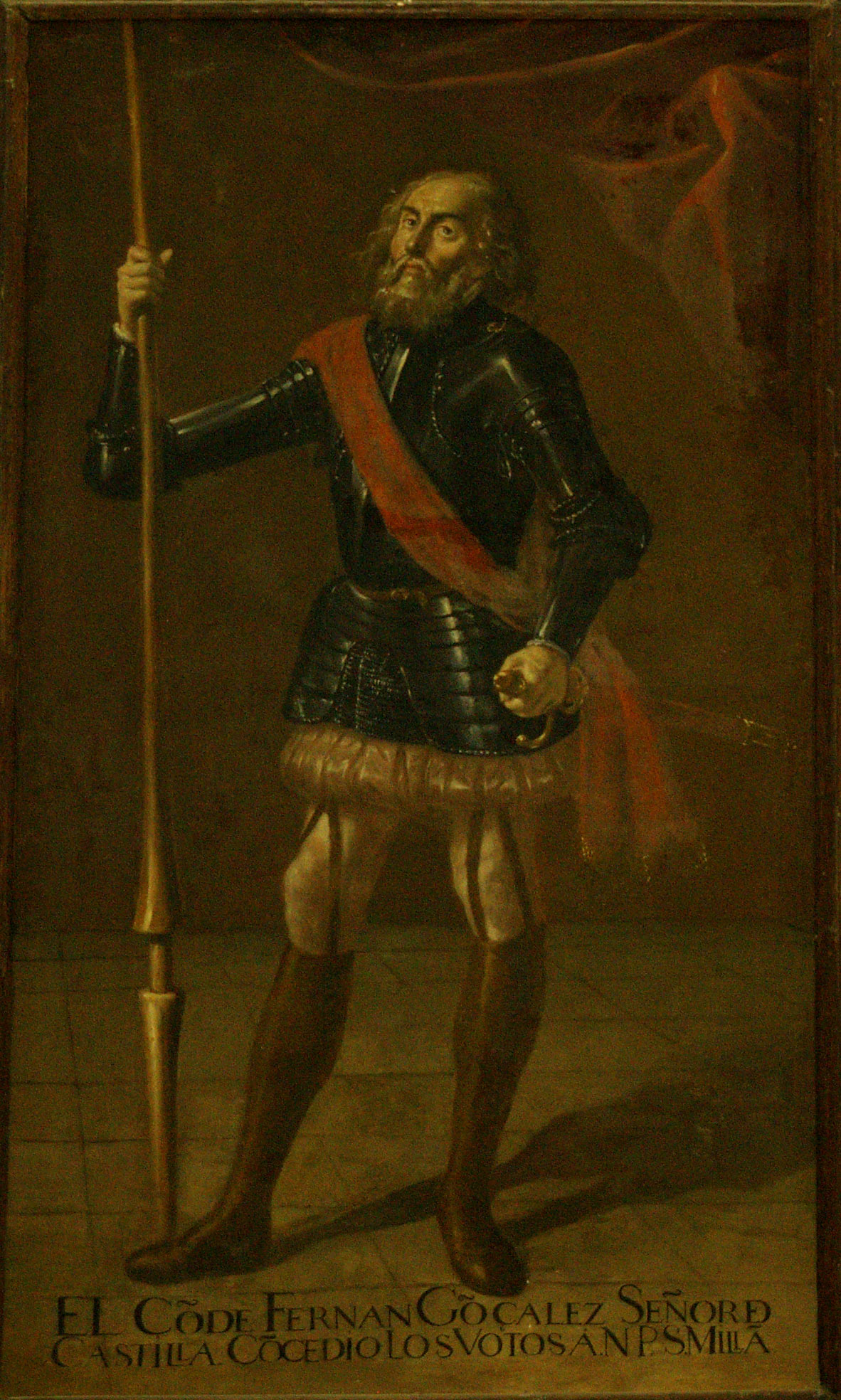
Fernán González, Monasterio de San Millán de Yuso. Inscripción: «EL CO[N]DE FERNAN GO[N]ZALEZ SEÑOR Đ / CASTILLA CO[N]CEDIO LOS VOTOS A N. P. S. MILLA[N]».

Las pinturas del presbiterio se completan con las figuras monumentales y de fuerte naturalismo de San Pedro y San Pablo, recortadas sobre fondos negros, puertas para los armarios de las reliquias, y cuatro lienzos de santos en los altares colaterales, unidos al mayor en estudiada simetría: santas Gertrudis y Oria, monja profesa del monasterio, en el lado de la Epístola, y santos Ildefonso y Domingo de Silos en el del Evangelio, los cuatro recibiendo las visiones místicas de Cristo y de la Virgen María, con los característicos rompimientos de gloria de Rizi y su mismo sentido «algo triste» del color, en opinión de Jovellanos, que visitó el monasterio en 1795.
Distribuidos por la nave, y en la actualidad en parte desmembrados, pintó también los retablos del Rosario, de Santo Domingo de Silos y de San Benito con dos lienzos cada uno, destacando los del primero (La Virgen y las almas del Purgatorio, San Benito y san Miguel Florentino recibiendo los rosarios de manos de Jesucristo y de la Virgen) por su mayor empeño compositivo y el de San Benito y las órdenes militares por su iconografía, en la que de nuevo la orden benedictina aparecía ligada a las tareas reconquistadoras. Interesantes son también y por motivos semejantes los cuatro retratos imaginarios de ilustres protectores del monasterio pintados para el Salón de Reyes: el conde Fernán González, los reyes de Navarra García I y Sancho el Mayor y el emperador Alfonso VII, figuras esbeltas de cuerpo entero y de composición ya arcaica.
Por fin, en la escalera de la sacristía se encontraba una obra de grandes dimensiones, hasta siete metros, denominada San Benito y el árbol genealógico benedictino. Se trataba de una obra de gran mérito elogiada por Jovellanos y Ceán Bermúdez por la variedad y multitud de sus cabezas. El lienzo, muy dañado a causa del abandono sufrido por el monasterio tras la desamortización de 1835, se había dado por perdido en 1909 pero en fechas recientes ha sido localizado y restaurado en el mismo monasterio un fragmento de aproximadamente 3 x 3 metros con las figuras de san Benito y san Millán acompañados por algunos de los abades de los monasterios de Suso y Yuso, cabezas que podrían considerarse auténticos retratos, si no de los personajes históricos que representan, con un número sobre la mitra que permitiría identificarlos, sí de los monjes residentes en San Millán en el momento de pintarse.

### Pinturas para el trascoro de la catedral de Burgos
Entre 1656 y 1659 están documentados los pagos al «Padre Juan de Rice» por las pinturas de seis cuadros de santos para los laterales del trascoro de la catedral de Burgos, considerados entre los más significativos de su producción y también, por su ubicación en emplazamiento público, los mejor conocidos en el pasado. Isidoro Bosarte, que como Antonio Ponz acusaba a Rizi de dejar sus obras sin concluir, escribió de ellos en su Viaje artístico a varios pueblos de España de 1804, que eran los más entintados de su mano que conocía, en lo que «se conoce que se esmeró en complacer a esta santa iglesia». A Teophile Gautier, otro célebre viajero, también le llamaron poderosamente la atención los cuadros, que él creía del pintor cartujo Diego de Leiva, y dedicó un soneto al lienzo «de pujante efecto» del Martirio de santa Céntola, erróneamente interpretado como Martirio de Santa Casilda.
Sus asuntos se eligieron por tratarse de santos cuyas reliquias se encontraban en la catedral (Santa Victoria, Santa Céntola y Elena y Santa Casilda), junto a un santo burgalés, San Julián, obispo de Cuenca y dos de devoción universal: San Antonio de Padua y San Francisco de Asís recibiendo los estigmas, tratados de forma poco común, acentuando en ellos los aspectos emotivos del trance místico para crear obras de una espiritualidad que Jonathan Brown ha calificado de conmovedora. En ellos siguen dominando los intensos efectos de claroscuro, pero a estos añade un sentido nuevo del color, particularmente en las figuras de las santas vestidas con ricas galas. Resulta probable que al ser llamado para trabajar en la catedral de Burgos Rizi fijase nuevamente su residencia en el monasterio de San Juan, donde pintaría también por estos años los lienzos perdidos de su altar mayor, dedicado a San Juan Bautista, y el retrato ya citado de Fray Alonso de San Vítores en el que, de forma semejante a lo que se encuentra, por ejemplo, en el lienzo de Santa Victoria de la catedral, domina el vivo color rojo de la amplia muceta episcopal y del almohadón sobre el que reposa los pies.

### Pinturas para el monasterio de San Martín de Madrid

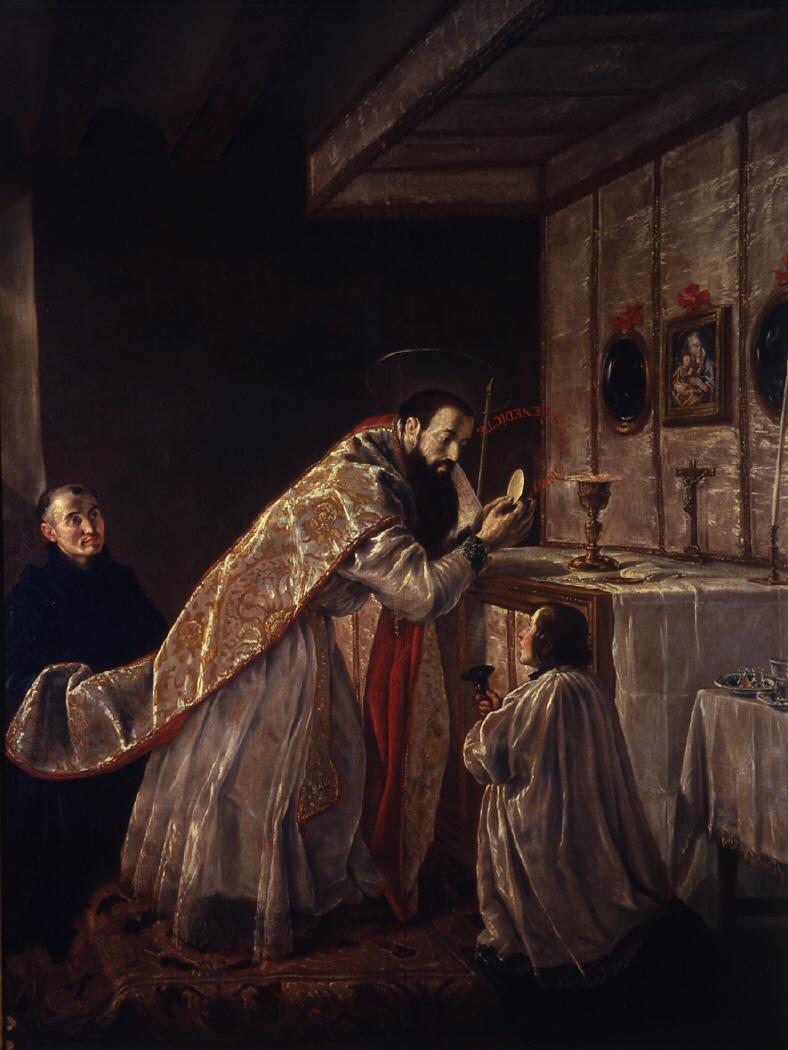
La misa de San Benito, óleo sobre lienzo, 281 x 212 cm, Madrid, Real Academia de Bellas Artes de San Fernando. Procedente del desaparecido convento de San Martín de Madrid, por su tamaño, la riqueza de color y la monumentalidad de sus figuras está considerado como el óleo más ambicioso en la producción de Rizi.

El inventario de los bienes del desaparecido monasterio de San Martín de Madrid efectuado en agosto de 1809 como consecuencia de los decretos de exclaustración ordenados por José I recogía 72 pinturas de Rizi. Treinta y tres de ellas, dedicadas a la Vida de san Benito, se encontraban instaladas en el claustro, junto con otras veintiuna de retratos de hombres célebres de la orden y tres más de san Benito inventariadas fuera de la serie anterior quizá por su distinto tamaño. Otras se encontraban en el tránsito del claustro a la sacristía (seis de la vida de santo Domingo de Silos que para Ponz serían de José Jiménez Donoso), la sala capitular, la biblioteca y el refectorio, donde colgaba el cuadro de gran tamaño del Castillo de Emaús. Se desconoce, sin embargo, en qué momento de su carrera pudo Rizi abordar un conjunto tan amplio y si lo hizo todo de una vez o en distintas etapas. Descontados los posibles contactos que tuviese con este monasterio, el más primitivo de la orden en Madrid, antes de marchar a Montserrat, alguna pintura pudo dejar en él en 1641, cuando servía como maestro del príncipe Baltasar Carlos, y es razonable suponer que residiese nuevamente en él entre 1659, año en que se le documenta pintando el retablo mayor del monasterio de Nuestra Señora de Sopetrán (de nuevo la Asunción de la Virgen llevada de la mano por Jesucristo y la Coronación de la Virgen), y agosto de 1662 cuando, según su propia declaración, llegó a Roma. Hubo de ser en estos años cuando en contacto con la duquesa de Béjar, como capellán y maestro de dibujo de ella y de sus hijos, se encargase de la redacción de la Pintura sabia y de otro de sus tratados escrito todavía en España: la Imagen de Dios y de las criaturas, cuyos dibujos había entregado a su discípulo Gaspar de Zúñiga para que abriese aguafuertes sobre ellos con destino a la imprenta, proyecto que quedó interrumpido por la marcha de Zúñiga a las Indias como servidor del marqués de Mancera.
El conjunto de pinturas del monasterio de San Martín, algo mermado ya tras las guerras napoleónicas, cuando además se destruyó su iglesia, se dispersó definitivamente tras la desamortización de 1835 al sufrir los monjes una segunda exclaustración, y son muy pocas las pinturas que en la actualidad se pueden reconocer como procedentes de él. Parece probable que a la serie de pinturas del claustro perteneciesen las dos escenas de la vida de san Benito propiedad del arzobispado de Madrid que estuvieron depositadas en la moderna parroquia de San Martín y actualmente en el convento de San Plácido: San Benito y el bárbaro Galla y San Benito y el milagro de la hoz; y al mismo conjunto pertenecerán La cena de san Benito y San Benito y los ídolos propiedad del Museo del Prado tras su paso por el de la Trinidad, obras todas ellas de ejecución rápida y acusado predominio de los grises, acentuando incluso los efectos de claroscuro en fecha avanzada por la utilización de la iluminación artificial en el lienzo de la Cena.
También pudo formar parte de esta serie el San Benito bendice a los niños Mauro y Plácido que ingresó en el Museo del Prado procedente de la colección Beruete, en el que se ha visto un autorretrato del pintor en la figura del monje que acompaña a san Benito, recordando que según el padre Sarmiento, huésped años después del monasterio, era tradición allí que «no hay cabeza alguna que no sea retrato de algún monje, o lego, o criado de la casa» y que Rizi se había autorretratado en el monje que asiste a la muerte de san Benito, lienzo desaparecido, explicándolo a modo de firma a la manera utilizada ya por los artistas griegos, de la que Rizi, que no firmó ninguno de sus cuadros, pudo servirse en más de una ocasión. La misma procedencia, aunque por su tamaño y su mayor empeño y riqueza de color, no formaría parte de la misma serie, tiene la gran Misa de San Benito de la Academia de San Fernando, para muchos críticos su obra más ambiciosa. El cuadro formó parte de los seleccionados en 1810 por Francisco de Goya y Mariano Salvador Maella para ser enviados a París con destino al Museo Napoleón, siendo allí trasladado en 1813 y retornado a España en 1818 para ingresar de inmediato en la colección de la Academia. Su asunto, habitualmente entendido como la última misa de san Benito, podría contrariamente tratarse de la Primera misa de san Benito, cuando según una tradición teológicamente controvertida pero defendida por los monjes benitos españoles, al pronunciar las palabras de la consagración (Este es mi cuerpo) le respondió la Hostia con las palabras inscritas en el cuadro: INMO TUUM BENEDICTE, y también tuyo, Benito.
Finalmente, de San Martín pudieran proceder el San Gregorio de Barnard Castle, antes en la colección del conde de Quinto formada con fondos procedentes de la desamortización, el San Benito ante la visión del mundo y la ascensión del alma de san Germán de colección particular madrileña, y el interesante Joven caballero con misiva, de la colección del Banco de Santander, probablemente fragmento de una composición mayor en la que la radiografía permite ver tras el mensajero otra figura en un carro tirado por caballos, que se ha interpretado como un tapiz con la representación del triunfo de Hércules conforme al grabado de la edición de Lyon de 1556 de las obras de Ovidio.

### 1662-1681. Roma y Montecassino
En 1662 se trasladó a Roma donde se encontraba ya a primeros de noviembre. El viaje, según contó él mismo, lo realizó «para ver si podía hacer definir el misterio de la Inmaculada Concepción». Palomino dice que admirado el papa Alejandro VII por dos apostolados que hizo en Italia le concedió muchas honras, afirmándose que al final de su vida le habría hecho merced de un obispado.
El motivo del viaje incluía, en realidad, la pretensión de fray Juan de obtener con el apoyo de los duques de Béjar el obispado de Salónica o el abadiazgo de Montelíbano (actual Líbano), donde se proponía dedicar la iglesia a la Virgen de Montserrat. Frustradas estas expectativas, determinó regresar a España, pero antes, «por no retornar sin alguna gracia», solicitó al papa ser nombrado predicador general de su orden en España, lo que en efecto obtuvo por un breve de 27 de octubre de 1663. En Roma redactó el Epitome architecturae de ordine salomonico integro, escrito de 15 folios de gran formato en latín bellamente ilustrados que envió al Pontífice (guardado en la Biblioteca Vaticana, Fondo Chigi), con una propuesta de reforma del baldaquino de Bernini en San Pedro del Vaticano, al que aplicaba el nuevo orden arquitectónico por él inventado: el orden salomónico entero o completo. Otra copia del Epítome debió de enviar a la reina Cristina de Suecia, a la que iba dedicado, y en él incluyó los retratos jeroglíficos del papa y de la reina, esta sentada sobre una nube y posando los pies sobre el firmamento con pluma y lanza.

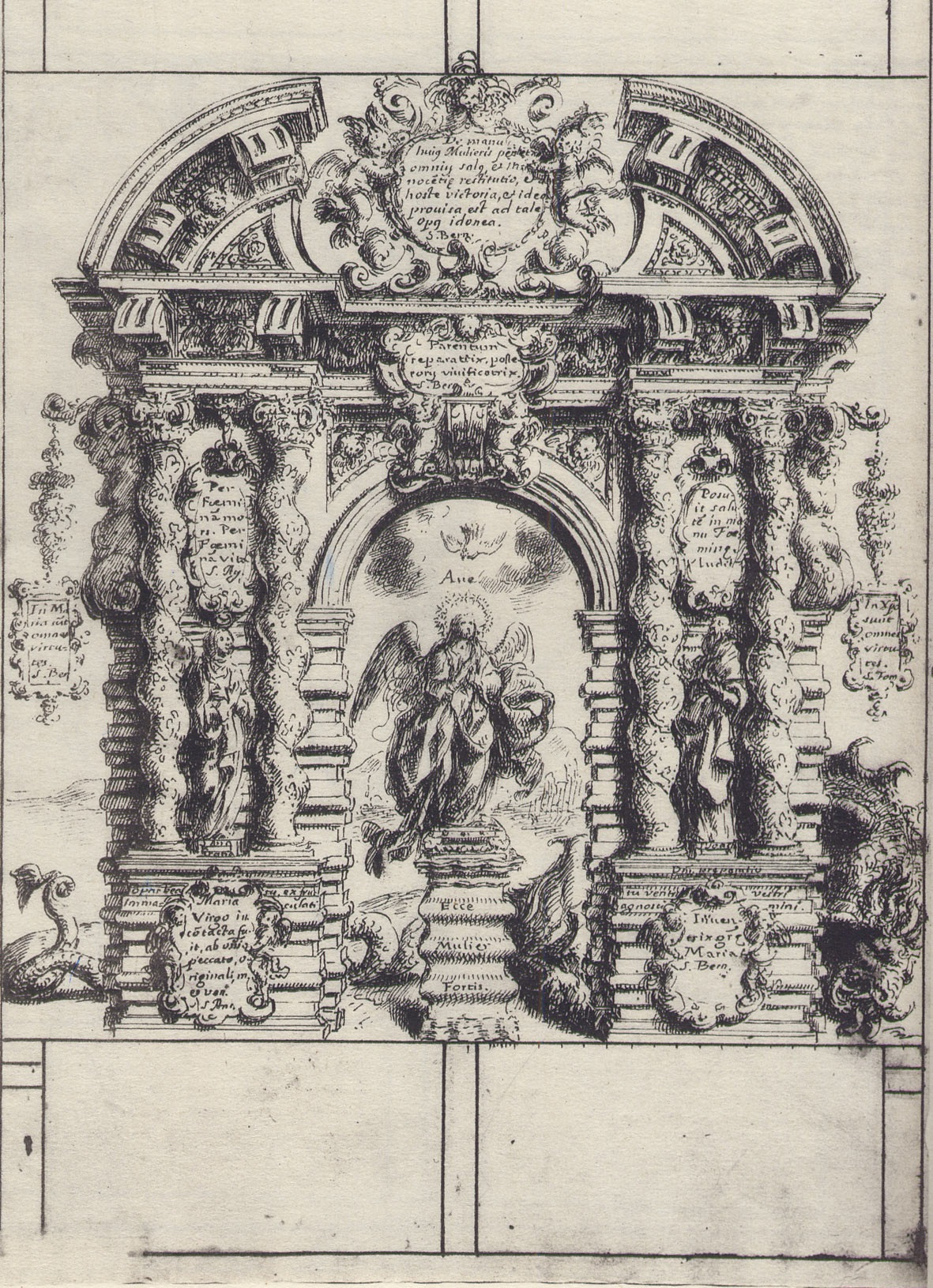
La exaltación de la Inmaculada Concepción y el orden salomónico, dos de las constantes preocupaciones de fray Juan Rizi, se funden en este dibujo del tratado de Pintura Sabia, manuscrito conservado en la Biblioteca de la Fundación Lázaro Galdiano.

En otro proyecto ideado en estos mismos años, el de reforma de la plaza del Panteón —plaza de la Rotonda—, uno de los lugares emblemáticos de la Roma papal, conjugó este interés por la columna salomónica, último despojo del Templo de Jerusalén, con su constante preocupación por la definición dogmática de la Inmaculada. El proyecto, al parecer solo esbozado, lo intercaló en un discurso titulado Inmaculatae Conceptionis conclusio, presentando en el dibujo más elaborado una fuente con algunas figuras femeninas desnudas a caballo rodeando un pedestal con el retrato y el escudo de Alejandro VII, formado por seis montañas, sirviendo todo ello de basa a una gran columna salomónica sobre la que reposaría una imagen de la Inmaculada Concepción. El proyecto de fuente no se llevó a cabo, pero Rizi, según parece desprenderse de sus propias palabras, habría podido encargarse de la nivelación y pavimentación de la plaza, eliminando las gradas entre la plaza y el templo.
Por razones que se desconocen, no retornó a España una vez obtenido el cargo de predicador general y, al contrario, entró en contacto con la Congregación Cassinense. En enero de 1665 todavía se encontraba en Roma, donde el día de Reyes admiró y dibujó un cometa, especulando sobre sus significados teológicos e indagando en las profecías milenaristas de Joaquín de Fiore, Juan de Capistrano y Eneas Silvio Piccolomini. Es posible que inmediatamente se incorporase a la Abadía de Montecassino, donde decoró la capilla del Santísimo Sacramento, destruida durante la Segunda Guerra Mundial. Pero esa estancia, al menos en los primeros momentos, se vio interrumpida por algunos desplazamientos, pues en 1666 se encontraba pintando en el pequeño pueblo de Trevi nel Lazio (Frosinone) y en 1668 firmó en la ciudad de L'Aquila, entonces perteneciente al Reino de Nápoles, un jeroglífico en honor de Carlos II.
Por varios motivos son interesantes los ocho lienzos que pintó para la capilla de los Santos Cosme y Damián en la iglesia Mayor de Trevi nel Lazio, hasta ahora las únicas pinturas conocidas de su estancia italiana. Dos son especialmente interesantes por su iconografía: la que se encuentra en la bóveda, muy maltratada, que representa una Alegoría de la Santísima Trinidad, a la que anteriormente estuvo dedicada la capilla, en forma de tres niñas iguales en torno a un crucifijo, imagen que con variantes reproduce un dibujo con el que se abre el tratado de la Theologia Escolastica en el manuscrito 539 de la biblioteca de Montecassino; y el lienzo del ático del retablo: Cristo y Nuestra Señora, que sujetan el cáliz con la Hostia y la paloma del Espíritu Santo, siendo el modelo de la Virgen una doncella vestida igual que las jovencitas de la alegoría trinitaria. Ambas iconografías, enteramente originales y destinadas a destacar el papel de María en el plan de la salvación como corredentora, se encuentran de igual modo en algunos dibujos de los manuscritos cassinenses de fray Juan, donde se definen como creaciones de «Theologia Mistica». Más convencionales son los seis lienzos alargados restantes, con figuras de santos, siendo en ellos lo más destacable la perduración de las fórmulas claroscuristas características del pintor, por completo ajenas a lo que se hacía en Italia en estas fechas, y la apariencia de trabajo rápido, inacabado, utilizando colores cálidos.
Rizi permaneció en la Abadía de Montecassino hasta su muerte, el 29 de noviembre de 1681. Allí llevó, al decir de sus biógrafos cassinenses, una vida devotísima de la Virgen María, entregado a largos ayunos y penitencias, durmiendo con la ventana abierta y celebrando misa de madrugada a la vez que entregado a la actividad artística e intelectual. Escribió allí, habitualmente en latín con glosarios en diferentes lenguas, diez libros agrupados en ocho códices conservados en la biblioteca del monasterio; tres son Comentarios sobre la Sagrada Escritura, que abarcan desde el Génesis hasta el Libro de los Salmos, dos tratan sobre teología dogmática y moral, con comentarios a la Suma Teológica de Tomás de Aquino; otro, titulado también Teología Escolástica, se divide entre un tratado sobre la Trinidad y un glosario bíblico, dedicando los dos restantes a las matemáticas (Mathematicarum elementum) y a la arquitectura, con una copia del Epítome dedicada a la duquesa de Béjar agrupada con otros escritos en castellano dedicados a la misma señora sobre cuestiones varias, desde aspectos de retórica hasta una explicación de la liturgia de la misa. Ilustrados con dibujos, parcialmente imitados del Liber Chronicarum del humanista alemán Hartmann Schedel, editado en Núremberg en 1493 con xilografías de Michael Wolgemuth y Wilhelm Pleydenwurff, subyace en todos ellos el principal motivo de interés de Rizi: la relación entre teología y pintura, desde la convicción de que es precisamente a través de la pintura, que es lingua angelorum, capaz de mostrar lo invisible y de repetir la obra de la creación del hombre a imagen y semejanza de Dios, como se puede llegar a un mejor conocimiento de la divinidad.

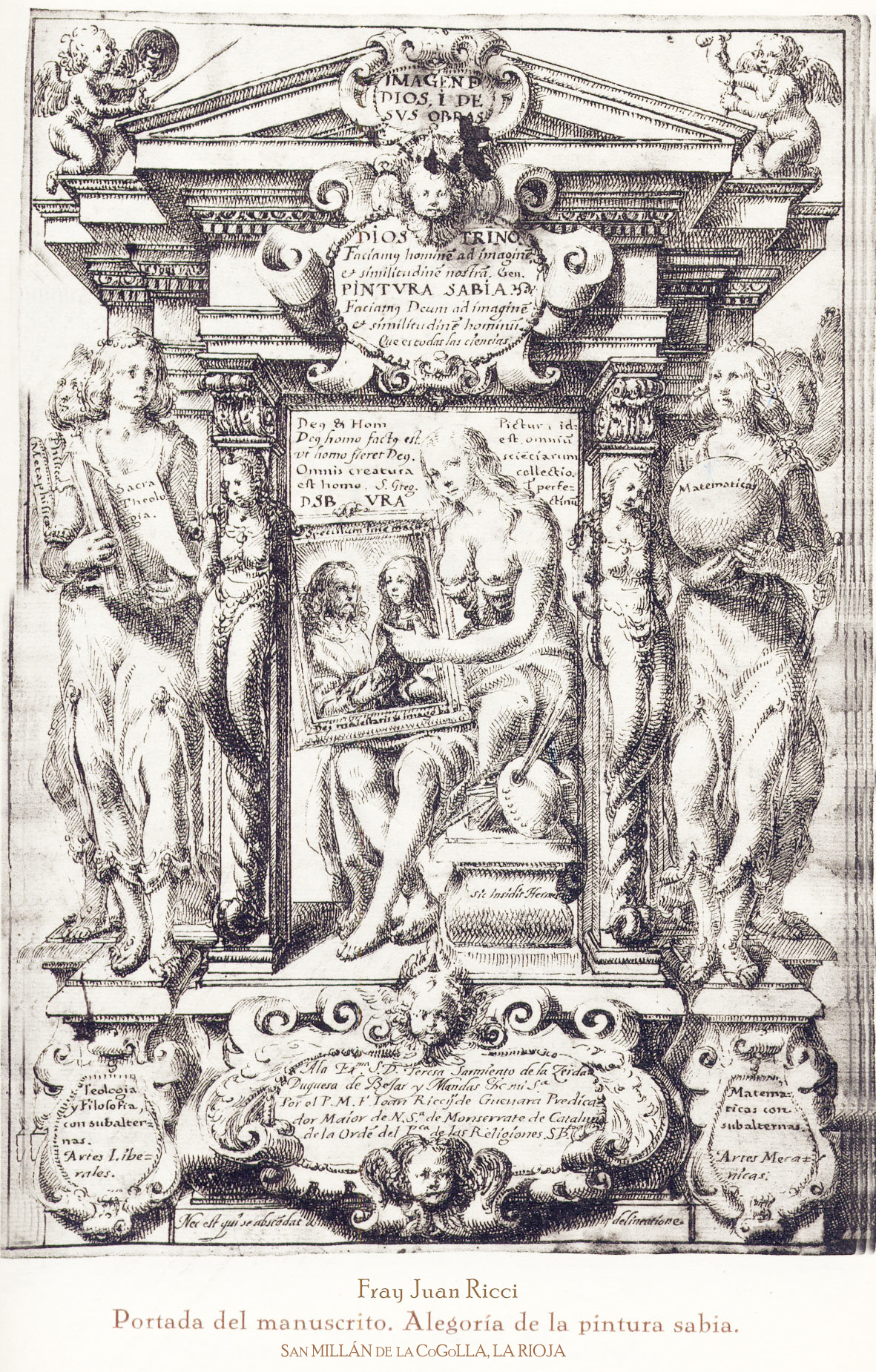
Portada de Pintura Sabia, manuscrito conservado en la Biblioteca de la Fundación Lázaro Galdiano.

## Pintura Sabia
Desde el punto de vista artístico, el más importante de los escritos de Rizi y uno de los más singulares tratados españoles dedicados a la teoría de las artes es la Pintura sabia, dirigido a doña Teresa Sarmiento de la Cerda, IX duquesa de Béjar, a quien en torno a 1659 impartió clases de dibujo y pintura. Con su nutrida colección de dibujos arquitectónicos y anatómicos la Pintura sabia se encuentra a caballo entre la cartilla de dibujo y el tratado erudito propiamente dicho, más práctico que teórico pero con un extenso glosario dedicado a los más variados asuntos. Contiene un Epítome de Geometría, de carácter introductorio, con una extensa explicación de su vocabulario, un Tratado breve de perspectiva y arquitectura, que va de los folios 13 al 46, y otro inconcluso de anatomía, sin título propio, dividido en un apartado dedicado a la osteología, compuesto por once láminas, otras ocho dedicadas al sistema circulatorio, entre los folios 55 recto y 58 verso, sin acompañamiento de texto, veinte láminas para la representación de los músculos, un apartado con solo una lámina para los Órganos de la generación masculinos, otra lámina para los órganos de la digestión, un apartado para los órganos vitales y otro para los órganos de la generación femeninos, con dos láminas para explicar el sistema reproductor y el embarazo y cuatro de desnudos femeninos, concluyendo con una sección dedicada a la Simetría o proporciones del cuerpo humano, tanto masculino como femenino, y las del niño, más dos láminas con dibujos de un perro braco, especie que, según dice la única explicación que acompaña a los dibujos, viene de Venecia y de Génova.
Las fuentes para los dibujos anatómicos serían los tratados de Andrea Vesalio y Juan Valverde de Hamusco, del que procederían particularmente los dibujos del útero y el embarazo.